# Fé Sciarone
Félicité Louise Henriette (Fé) Sciarone (Den Haag, 12 augustus 1922 – Amsterdam, 8 april 2014) was een Nederlands (hoorspel)actrice.
Sciarone was een leerlinge van de actrices Willy Haak en Caro van Eyck. Na de bevrijding debuteerde zij bij het Residentie Toneel. Vervolgens maakte zij deel uit van de Stichting Amsterdams-Rotterdamse Toneelgezelschappen, het cabaret van Wim Sonneveld (in ‘t Is maar comedie, 1947), de Nederlandse Comedie en de Nieuwe Egelantier. In 1950 kwam zij onder contract bij de hoorspelkern van de in 1947 opgerichte Nederlandse Radio Unie.
In 1959 sprak zij de stem in van Mefistola (Malafide hernoemd in de tweede nasynchronisatie) in de eerste Nederlandse nasynchronisatie van Walt Disney's Doornroosje (1959).
Sciarone trouwde in 1955 met Eric Fruitman.

## Hoorspelen
1950
- Het kind van de buurvrouw (Herman Bouber - S. de Vries jr.)

1951
- De brug van Estaban (Arthur Swinson - S. de Vries jr.)
- De zaak Wavers (Dick van Putten - Dick van Putten)
- Onze oude Dundas (Alan Jenkins - S. de Vries jr.)
- Zijn held (Roland & Michael Pertwee - Kommer Kleijn)

1955
- Dood in de jungle (Michael Hastings - Willem Tollenaar/Léon Povel)

1956
- De meisjes uit Viterbo (Günter Eich - S. de Vries jr.)
- De toppen der masten (P.H. Schröder / Frans Somers)
- Het balboekje (Jean Sarment, Henri Jeanson & Bernard Zimmer - Kommer Kleijn)
- Het laatste contact (Kees Borstlap - Dick van Putten)
- Josephine antwoordt (Erwin Wickert - S. de Vries jr.)
- Rembrandt (Peggy van Kerckhoven - Kommer Kleijn)
- Prinses Turandot (Wolfgang Hildesheimer - Jan C. Hubert)
- Scrooge en Marley (Charles Dickens - Kommer Kleijn)

1957
- 14 april 1912, 23 u. 40. De dramatische ondergang van de Titanic (Jan Apon - Dick van Putten)
- De berg der verschrikking (James Ramsey Ullman - Léon Povel)
- Het getij zal keren (Ben Heuer - Léon Povel)
- Sprong in het heelal. Derde serie: Mars slaat toe (Charles Chilton - Léon Povel)

1958
- De staatssecretaris en zijn stokpaardje (Kurt Heynicke - Dick van Putten)
- Eens komt de kans (Peggy van Kerckhoven - Kommer Kleijn)
- Labyrinth in Lan-fang (Robert van Gulik - S. de Vries jr.)
- Tante Martha (Gordon Lea - S. de Vries jr.)

1959
- Alarm... Mijn aangespoeld! (Gerhard Rasmussen - Johan Bodegraven)
- Bliksem uit heldere hemel (Michael Almaz - Jan C. Hubert)
- David Copperfield (Charles Dickens - Johan Bodegraven)
- De hel ligt niet ver van de hemel (Fritz Möglich - Léon Povel)
- De man van Thermopylae (Ada F. Kay - S. de Vries jr.)
- Het hoogste punt (Koitsji Kibara - Léon Povel)
- Het stenen hart (Wilhelm Hauff - Léon Povel)
- Microbus 666 (Géo H. Blanc/Roger Nordmann - Léon Povel)
- Wie gaat er mee naar Engeland varen? (Nevil Shute - Léon Povel)

1960
- Als het vaderland roept (Henk Lokman - Dick van Putten)
- De bruid van Saint-Jean-de-Luz (Rolf Petersen - Léon Povel)
- De reconstructie (Dick Steenkamp - Kommer Kleijn)
- Een fantastische vlucht (Walter Oberer - Bert Dijkstra)
- Majoor Carla (Henk Backer - Johan Bodegraven)
- Wij wonderkinderen (Hugo Hartung - Johan Bodegraven)

1961
- De geweren van vrouw Carrar (Bertolt Brecht - S. de Vries jr.)
- De onschuld verdween (Aileen Burke & Leone Stewart - Wim Paauw)
- De vrouw van de Pierrot (Rolf Petersen - Léon Povel)
- Liederen van een reizend gezel (Carl Lans - Léon Povel)
- Spel van het kruis (Marie Luise Kaschnitz - Léon Povel)
- Tot overmorgen (Frank Baker - Wim Paauw)

1962
- Bouboulou (Klaus Steiger - Willem Tollenaar)
- De desillusionist (Christian Bock - Bert Dijkstra)
- De dochter van Madame Angot (Louis Clairville, Paul Siraudin & Victor Koning - S. de Vries jr.)
- Een vrouw van geen betekenis (Oscar Wilde - Willem van Cappellen)
- Het mooie meisje van Samos (Menander - S. de Vries jr.)
- Het precedent (Donald Wilson - Jan C. Hubert)
- Moord op de agenda (Aileen Burke & Leone Stewart - Bert Dijkstra)

1963
- De jeugd op eigen wieken (Jan de Vries - Wim Paauw)
- De Kasimir-Blaumilch-gracht (Ephraim Kishon - Léon Povel)
- Dubbelspion (Carl Lans - Léon Povel)
- Fis met boventonen (Günter Eich - Léon Povel)
- Het huis voor de stad (Konrad Hansen - Léon Povel)
- Nocturne in het Grand Hotel (Wolfgang Hildesheimer - S. de Vries jr.)
- Vaders kolder is troef (Herman Trudenberger - Dick van Putten)

1964
- Als een phoenix (Christopher Fry - Willem Tollenaar)
- De madonna van de antiquair (Rolf Petersen - Léon Povel)
- De man die niet in het systeem paste (Ilja Ehrenburg - Willem Tollenaar)
- Drijfjacht (Manfred Schwarz - Léon Povel)
- Elke nacht weer (Rosemary Timperley - Jan C. Hubert)
- Macbeth (William Shakespeare - Coos Mulder)
- Majoor Grantmoores laatste schot (Werner Helmes - Jan Borkus)
- Mikal en Bethsabee (Rochus Spicker - Léon Povel)
- Pintertjes (Harold Pinter - Coos Mulder)
- Silhouet in schemer (Nick Funke-Bordewijk - Dick van Putten)
- Vliegtuig op hol (Barbara Jefferis - Léon Povel)

1965
- De liefde van vier kolonels (Peter Ustinov - S. de Vries jr.)
- De man met het ene talent (M. Gerritzen-Feldhoff - Wim Paauw)
- De overbelichte despoot (G.A.M. Eickholt - Willem Tollenaer)
- De verlossende waarheid (Charles Cagle - Dick van Putten)
- Drie meisjes op zolder (Jaap ter Haar - Ad Löbler)
- Een huis vol vreemden (Rosemary Timperley - Jan C. Hubert)
- Ga Davidje maar helpen (Hans Kasper - Léon Povel)
- Grootmoeder Kegge (Nicolaas Beets - Wim Paauw)
- Knopen (hoorspel) (Ilse Aichinger - Léon Povel)
- Moord in de kathedraal (Thomas Stearns Eliot - Willem Tollenaar)
- Moordweer (Philip Levene - Dick van Putten)
- Stedevaart (Peter van Gestel - Coos Mulder)
- Uitzicht op het park (Julia Mark - Dick van Putten)
- Wie gaat er mee naar Engeland varen? (Neville Shute - Léon Povel)

1966
- Caterina Cornaro (Marie Luise Kaschnitz - Wim Paauw)
- De dansles (Włodzimierz Odojewski - Willem Tollenaar)
- De interland (Jean Thibaudeau - Léon Povel)
- De man die de voetbalpool won (Geoffrey Hubbard - Léon Povel)
- De opdracht (Wolfgang Kirchner - Jan C. Hubert)
- De politie (Sławomir Mrożek - Willem Tollenaar)
- Een droevige geschiedenis (Anton Tsjechov - Kommer Kleijn)
- Geen partij voor tevredenen (Jan Moraal - Dick van Putten)
- Koopjes van de week (H.A. Wrenn - Jan C. Hubert)
- Paul Vlaanderen en het Milbourne-mysterie (Francis Durbridge - Dick van Putten)

1967
- 1984 (George Orwell - Dick van Putten)
- Achter de muur (Val Gielgud - Dick van Putten)
- Buiten mijn tuin is de wereld (Walter Oberer - Ad Löbler)
- De achtarmige inktvis (Manuel van Loggem - Ad Löbler)
- De eerste en de laatste (John Galsworthy - Ab van Eyk)
- De grens is tweesnijdend (Michael Tophoff - Willem Tollenaar)
- De heer Kannt heeft de eer (Konrad Hansen - Ab van Eyk)
- De leugen (Nathalie Sarraute - Erik Plooyer)
- Dromen (Günter Eich - Léon Povel)
- Een echo uit het dal (Robert Storey - Dick van Putten)
- Een nacht (Paul Willems - Ad Löbler)
- Grootkruis en maarschalkstaf (Jacques Audiberti - Willem Tollenaar)
- Het tweede motief (Karl Richard Tschon - Léon Povel)
- Honger van Nasja (Wim Bischot - Dick van Putten)
- Juffrouw Anya (Anton Tsjechov - Rob Geraerds)
- Liefdesfantasie (Eduard König - Wim Paauw)
- Maandag begint alles opnieuw (Michael Tophoff - Willem Tollenaar)
- Mijn naam is Cox. Tweede serie (Rolf & Alexandra Becker - Dick van Putten)
- Opa Webb (Brian Hayles - Ad Löbler)
- Suzanna in het park (Gérard van Kalmthout  Willem Tollenaar)
- Veel liefs van Karen (Marie Kililea - Rob Geraerds)
- Wie moet er hangen? (Stanley Hyland - Dick van Putten)
- Yamamba (Shuji Terayama - Dick van Putten)

1968
- Anouchka en de goochelaar (Peter van Gestel - Johan Wolder)
- Belindor en zijn knecht (Peter van Gestel - Johan Wolder)
- De insluiper (Gerrit Pleiter - Ab van Eyk)
- De kleine prins (Antoine de Saint-Exupéry - Kommer Kleijn)
- De laatste dag van Lissabon (Günter Eich - Willem Tollenaar)
- De tranen van de blinde (René de Obaldia - Ab van Eyk)
- De verdwenen koning (Rafael Sabatini - Dick van Putten)
- Eddie, m'n zoon (Konrad Hansen - Jan C. Hubert)
- Het verraad (Marianne Colijn - Ab van Eyk)
- Het verraad (Jan Staal - Jacques Besançon)
- Koning in een kooi (Norbert Johannimloh - Ab van Eyk)
- Mijn naam is Cox, serie 3 (Rolf & Alexandra Becker - Dick van Putten)
- Miserere (hoorspel) (Peter Hirche - Willem Tollenaar)
- Moord in de Ridderzaal (Theo Joekes - Johan Bodegraven)
- Nasrin of De kunst van het dromen (Herbert Asmodi - Dick van Putten)
- Oog om oog (Val Gielgud - Dick van Putten)
- Per huurkoets (Arthur Adamov - Willem Tollenaar)
- Posa (Jules de Leeuwe - Ab van Eyk)
- Uw naam worde geheiligd (Will Barnard - Ab van Eyk)
- Vlucht 34 (John Tarrant - Rob Geraerds)

1969
- Als een naaktslak (Giles Cooper - Léon Povel)
- Dames doden heren (Michal Tonecki - Léon Povel)
- De eenzame weg (Giles Cooper - Johan Wolder)
- De oorlog werd een Spaans lied (Dick Walda - Ad Löbler)
- De triffids (John Wyndham - Dick van Putten)
- Duivenstraat (Jan Banen - Johan Wolder)
- Een donkere kamer (Heinz Piontek - Dick van Putten)
- Een hond, een leeuw in het bos (Ton van Reen - Emile Kellenaers)
- Een Kerstmis (Ankie Peypers - Wim Paauw)
- Een merkwaardig geval van zielsverhuizing (Shinichiro Nakamura - Emile Kellenaers)
- Für Elise (Henk van Kerkwijk - Ad Löbler)
- Gastvoorstelling (Herbert Lichtenfeld - Ad Löbler)
- Het gelach (Cecil Bodker - Léon Povel)
- Het licht stond op rood (Toos Staalman - Emile Kellenaers)
- Het moeilijke geval sjabetai (Ephraïm Kishon - Emile Kellenaers)
- Het strand (Severo Sarduy - Léon Povel)
- Het verlangen (Toos Staalman - Emile Kellenaers)
- La boutique (Francis Durbridge - Dick van Putten)
- Met of zonder (Edward J. Mason - Harry Bronk)
- Occulte moord (Philip Levene - Léon Povel)
- Onrust op de Olmen (Dick van Putten - Dick van Putten)
- Russische roulette (Alfred Andersch - Dick van Putten)
- Sander (André Kuyten - Johan Wolder)
- Spelletje voor vier (Ken Kaska - Dick van Putten)
- Waterbloemen (H.W. Ramaker - Johan Wolder)

1970
- De alderdroefste man (Will Barnard - Johan Wolder)
- De beschermengel (Philip Levene - Léon Povel)
- De geur van mahonie (Frank Herzen - Ad Löbler)
- De orde van de nacht (André Kuyten - Johan Wolder)
- De therapie (Wolfgang Graetz - Willem Tollenaar)
- De waanzinnige eilanden (Louis MacNeice - Willem Tollenaar)
- Dertig jaren na de moord (McGregor Urquhart & Cecil Madden - Jan C. Hubert)
- Een doodonschuldig burger (Frank Herzen - Ad Löbler)
- Een god in haar schoot (Theun de Vries - Ad Löbler)
- Een kerfje op de revolver (Frank Herzen - Ad Löbler)
- Finale voor mevrouw Monaghan (James Hanley - Jacques Besançon)
- Hartentroef (Maxwell Charles Cohen - Dick van Putten)
- Heeft u genoeg van uw meubels? (Michal Tonecki - Harrie de Garde)
- Het fatale uur van Mr. Lawson (Paul van Herck - Harry Bronk)
- Het grote conflict (Brian Hayles - Dick van Putten)
- Het leven is een mysterie (Bill Naughton - Ad Löbler)
- Het proces tegen Mitja Karamazov (Fjodor Dostojevski - Kommer Kleijn)
- Het wassende water (Herman de Man - Frans Somers)
- Hoor, wie klopt daar kind'ren? (Konrad Hansen - Ad Löbler)
- In ruil voor een reservewiel (Stewart Farrar - Harry Bronk)
- Monument voor niemand (Frank Herzen - Ad Löbler)
- Onweer (Nick Funke-Bordewijk - Dick van Putten)
- Over en weer (Barbara Fox - Ad Löbler)
- Vluchtroute (Wim Hazeu - Wim Paauw)

1971
- Bericht over de pest in Londen (Gert Hofman - Ab van Eyk)
- Bushalte (Harold Pinter - Coos Mulder)
- De hartenketting (Dick Walda - Ad Löbler)
- De man van Hilaria (Kees Holierhoek - Ad Löbler)
- De nieuwe flat (William Trevor - Harrie de Garde)
- De tunnel der duisternis (Paul Van Herck - Harry Bronk)
- Er is een tijd van spreken (Noel Robinson - Dick van Putten)
- Het Marsproject (Roger Dixon - Dick van Putten)
- Het verhoor van Lucullus (Bertolt Brecht - Jacques Besançon)
- Land gezwollen door geseling (Dick Walda & Wil Boekhof - Ad Löbler)
- Machtsovername (David Hopkins - Dick van Putten)
- Moord blijft moord (Peter Karvaš - Jan C. Hubert)
- Met voorbedachten rade (Laurence Henderson - Dick van Putten)
- Onvoltooid afscheid (Ries Moonen/Gabri de Wagt - Ad Löbler)
- The quick brown fox jumps over the lazy dog (Marianne Colijn - Ab van Eyk)
- Vijfentwintig vrachtwagens vrouwenhaar (Dick Walda - Ad Löbler)
- Weet u wat psychisch is? (Anna C. Hoogervorst - Harrie de Garde)

1972
- Beter nooit dan laat (Rodney Wingfield - Hein Boele)
- Bij Ribbeck in het Havelland (Günter Bruno Fuchs - Ab van Eyk)
- De helderziende (František Burcek - Ab van Eyk)
- Een huis voor de kinderen (Yvonne Keuls - Emile Kellenaers)
- Een vredesduif braden (Jan Christiaens - Ab van Eyk)
- Engel in het harnas (Theun de Vries - Ad Löbler)
- Kruisweg (Andries Poppe - Klaus Mehrländer)
- Man van goud (Victor Canning - Hero Muller/Jacques Besançon)
- Moord op een dode (David Ellis - Harry Bronk)
- Reisbeschrijving (Richard Hey - Dick van Putten)
- Rondje van het huis (Eddie Maguire - Harry Bronk)
- Rood moet dood (Eduard Visser - Ad Löbler)
- Supermensen in paranoia (Peter O. Chotjewitz - Willem Tollenaar)
- Te veel koks (Fiona Nicholson  Dick van Putten)
- Thuiskomst (Michael Brett - Harry Bronk)
- Vakantie in Florida (Gert Hofmann - Ab van Eyk)
- Verhoor (Gert Heidenreich - Harrie de Garde)
- Wat niet aan het licht komt (Werner Helmes - Harry Bronk)
- Wie kan het wat schelen? (? - Johan Wolder)
- Wolf in schaapskleed (Edward Boyd - Hero Muller)
- Zaterdagmiddag in Levenslust (Dick Walda - Ad Löbler)

1973
- Apollo-Arie hier (Yvonne Keuls - Ad Löbler)
- Appassionata (Julius Hay - Jacques Besançon)
- Crueland (Hubert Wiedfeld - Léon Povel)
- De barricade (Theun de Vries - Ad Löbler)
- De laars op de nek (Maurits Dekker - Wim Paauw)
- De nacht dat Samuël terugkwam (Wim Ramaker - Dick van Putten)
- Deborah, moeder van Israël (Wim Bischot - Dick van Putten)
- Een snoepreisje naar Parijs (Rik Zaal - Rik Zaal)
- En dat hoofd, dat begon te praten (André Kuyten - Ab van Eyk)
- Granada, Granada, wat doe je hier? (Dick Walda - Ad Löbler)
- Het vierde scalpel (Hans Gruhl - Jacques Besançon)
- Jephta’s droomspel (Wim Bischot - Dick van Putten)
- Liefde in zaken (David Sharman - Rob Geraerds)
- Menuet te middernacht (Havank - Wim Paauw)
- Michael Strogoff (Jules Verne - Harry Bronk)
- Oorlog en vrede (Leo Tolstoj - Dick van Putten)
- Slachtoffer gezocht (Henri Crespi - Rob Geraerds)
- Taxi, meneer? (Frank Herzen - Ad Löbler)
- Venus met pistool (Gavin Lyall - Hero Muller)
- Vijf dode oude dames (Hans Gruhl - Jacques Besançon)
- Vincent van Gogh (André Kuyten - Johan Wolder)
- Wat van me drinken, schat? (Dick Walda - Ad Löbler)
- Wie heeft Antje Vreling gezien? (Dick Walda - Ad Löbler)

1974
- 8 november 1942. Een reconstructie van een zondagmiddaguitzending in oorlogstijd (Dick Verkijk)
- Bloedwijn (Dick Walda - Ad Löbler)
- Computers discussiëren niet (Gordon R. Dickson - Léon Povel)
- De dames vragen de heren (Dick Walda - Ad Löbler)
- De koperen tuin (hoorspel) (Simon Vestdijk - Jacques Besançon)
- De terreur van hiernaast (Dick Walda - Ad Löbler)
- De tijdmachine (Paul Van Herck - Tom van Beek)
- De vrouwen die naar het graf toegingen (Michel de Ghelderode - Willem Tollenaar)
- Een zoen van Jossy (Dick Walda - Ad Löbler)
- En dat hoofd dat begon te praten (André Kuyten - Ab van Eyk)
- Er zijn geen Indianen meer (Anton Quintana - Ad Löbler)
- Flat 113 (Wim Bischot - Hero Muller)
- Hier ben ik... majesteit (Wim Ramaker - Jacques Besançon)
- Holland moet weer blank en rustig worden (Dick Walda - Ad Löbler)
- In nood? Bel... (Brian Hayles - Rob Geraerds)
- Joost (Peter van Gestel - Johan Wolder)
- Liefde in zaken (David Sharman - Rob Geraerds)
- Meneer Hacke en de buffetjuffrouw (Konrad Hansen - Ab van Eyk)
- Regen (Frank Herzen - Ad Löbler)
- Ruth (hoorspel) (Willem G. van Maanen - Dick van Putten)
- Toen het weer ochtend werd (Dick Walda - Ad Löbler)
- Vogel Herakles (Gerrit Pleiter - Ab van Eyk)
- Wat moet ik in Palma de Mallorca? (Dick Walda - Ad Löbler)

1975
- De kopermijn (Daphne du Maurier - Dick van Putten)
- Een etmaal na de laatste nacht (Lajos Maróti - Ad Löbler)
- Een huis voor de doden (Andrew Sachs - Hero Muller)
- Een vertrek raakt leeg (Jürgen Becker - Léon Povel)
- Er wordt gebeld, doe eens open (Jarosław Abramow - Ab van Eyk)
- Moordbrigade Stockholm (Maj Sjöwall & Per Wahlöö - Ad Löbler)
- Stiefmoeder aarde (Theun de Vries - Ad Löbler)

1976
- Bonjour Maître (Willem G. van Maanen - Dick van Putten)
- De generaal (Hans Keuls - Dick van Putten)
- De grot (Henk Bakker - Dick van Putten)
- Een hond, een leeuw in het bos (Ton van Reen - Ad Löbler)
- Een vrouw alleen (Ger Verrips - Ad Löbler)
- Kommer en vreugd (Dick Walda - Ad Löbler)
- Misdaad in opdracht (Rodney D. Wingfield - Tom van Beek)
- Neem nou deze vijf vrouwen (Wolfgang Körner - Ad Löbler)

1977
- Beter tien vogels in de lucht (Aristophanes - Bert van der Zouw)
- De dochter van de beroemde vader (Martien Carton - Ad Löbler)
- De wereld van Odysseus (Frank Herzen - Ad Löbler)
- Dromen in woorden (Wilhelm Genazino - Ad Löbler)
- Geen werk (O.M. Panok - Johan Wolder)
- Het spel van de jacarande (Maria de Groot - Ab van Eyk)
- In vertrouwen (Sheila Hodgson - Johan Wolder)
- Je doet wat je kunt (Barbara Enders - Ad Löbler)
- Nathalie (Ger Verrips - Ad Löbler)
- Oldenberg (Barry Bermange - Berry Bermange)
- Paniek op Ganymedes (Henk van Kerkwijk - Ad Löbler)
- Social service (Barry Bermange - Ad Löbler)
- Zusters (Martien Carton - Ad Löbler)

1978
- Alphons Ariëns (Adriaan Venema - Jan Starink)
- Assepoester dicht bij huis (Siegfried E. van Praag - Johan Wolder)
- Blindgangers (Jan Tijmes - Ad Löbler)
- Dag zomer, dag kind (John Reeves - Jacques Besançon)
- De avonturen van Anatol (Herman Pieter de Boer - Louis Houët)
- De Draak, B.B. en de onderwereld (Anton Quintana - Ad Löbler)
- Dombey en zoon (Charles Dickens - Dick van Putten)
- Eerlijk zullen we alles delen (Peter Römer - Ad Löbler)
- Feestje (hoorspel) (Peter van Gestel - Johan Wolder)
- Gebroken dienst (Willem Capteyn - Ad Löbler)
- Moord in het paradijs (Leontien Telkens - Ad Löbler)
- Parkiet in kooi (Madzy Ford - Ad Löbler)
- Romantische liefde (Chris Allen - Bert Dijkstra)
- We zouden met kerst naar Tirol (Dick Walda - Ad Löbler)
- Zoals vroeger (Dick Walda - Ad Löbler)

1979
- Botten (Barry Bermange - Barry Bermange)
- De laatste ronde of sluitingstijd (André Kuyten - Johan Wolder)
- De stoute schoenen (Dick Walda - Ad Löbler)
- De winkel van de juwelier (Karol Wojtyla - Louis Houët)
- Dit is uw kans (Sylvia Hoffmann - Léon Povel)
- Lilith (Ina Bouman, Willy Brill & Ingrid van Delft - Willy Brill)
- Waarom zeg je niets? (Lea Appel - Ad Löbler)

1980
- Antigone (hoorspel) (Sophocles - Louis Houët)
- Desirée (Annemarie Selinko - Hero Muller)
- Een olifant in onze straat (Ilse Tielsch-Felzmann)
- Muzikant met bevroren vingers (Dick Walda - Ad Löbler)
- Tussen nu en nooit (Jackie Lourens-Koop - Dick van Putten)

1981
- Attentie voor Roger West. Eerste serie (John Creasey - Hero Muller)
- Carry of de seksuele revolutie (Tom Vorstenbos - Ad Löbler)
- De ware Jacob (Edna Nadler - Dick van Putten)
- De wolk (Barry Bermange - Barry Bermange)
- Kamer te huur (Rhys Adrian - Hans Karsenbarg)
- Mariana (Barry Bermange - Barry Bermange)
- Op reis, op reis door huichelaarsland (Dick Walda - Ad Löbler)
- Ratten op de trap (F.R. Eckmar, i.e. Jan de Hartog - Hero Muller)
- Rita en Daphne (Edna Nadler - Dick van Putten)
- Scheiden (Ton Vorstenbosch - Ad Löbler)
- Senilità of Als een man ouder wordt (Italo Svevo - Barry Bermange)
- Zondagskind (Dick Walda - Ad Löbler)

1982
- Artisliefde (Dick Walda - Ad Löbler)
- Chinees porselein (Maggie Ross - Barry Bermange)
- Het hoofd van meneer Roosvoet (Dick Walda - Ad Löbler)
- In de gehaktmolen (Dick Walda - Ad Löbler)
- In z’n achteruit (Dick Walda - Ad Löbler)
- Liefje (Maggie Ross - Barry Bermange)
- Vijf gemaskerde mannen (Thomas Andresen - Hero Muller)
- Waarvan akte (Rob Geraerds - Dick van Putten)
- Zondagmiddag op de dijk (Peter Mader - Ad Löbler)

1983
- Achter de gordijnen (Dick Walda - Ad Löbler)
- Breuklijn (James Leigh - Ad Löbler)
- De liefde tot God (Barry Bermange - Barry Bermange)
- De maansteen (Wilkie Collins - Dick van Putten)
- Dromen (Barry Bermange - Barry Bermange)
- Het leven hierna (Barry Bermange - Barry Bermange)
- Levensavond (? - Barry Bermange)
- Mijn zoon, mijn kruis (Dick Walda - Ad Löbler)
- Vier verdichtsels (Barry Bermange - Barry Bermange)
- Zwaai je straks nog even naar me? (Dick Walda - Ad Löbler)
- Zwart staat je goed (Maggie Ross - Ad Löbler)

1984
- Attentie voor Roger West (John Greasey - Hero Muller)
- Bureau jeugdzaken (James Leigh - Ad Löbler)
- De dokter is op huisbezoek (Michel Schilovitz - Marlies Cordia)
- De glazenwasser is geweest (Dick Walda - Ad Löbler)
- De laatste dagen van Jericho (Peter McKenzie - Dick van Putten)
- Diagnose bekend (Peter van den Bijllaardt - Hero Muller)
- Hartzeer (Dick Walda - Ad Löbler)